# Parlament Religii Świata

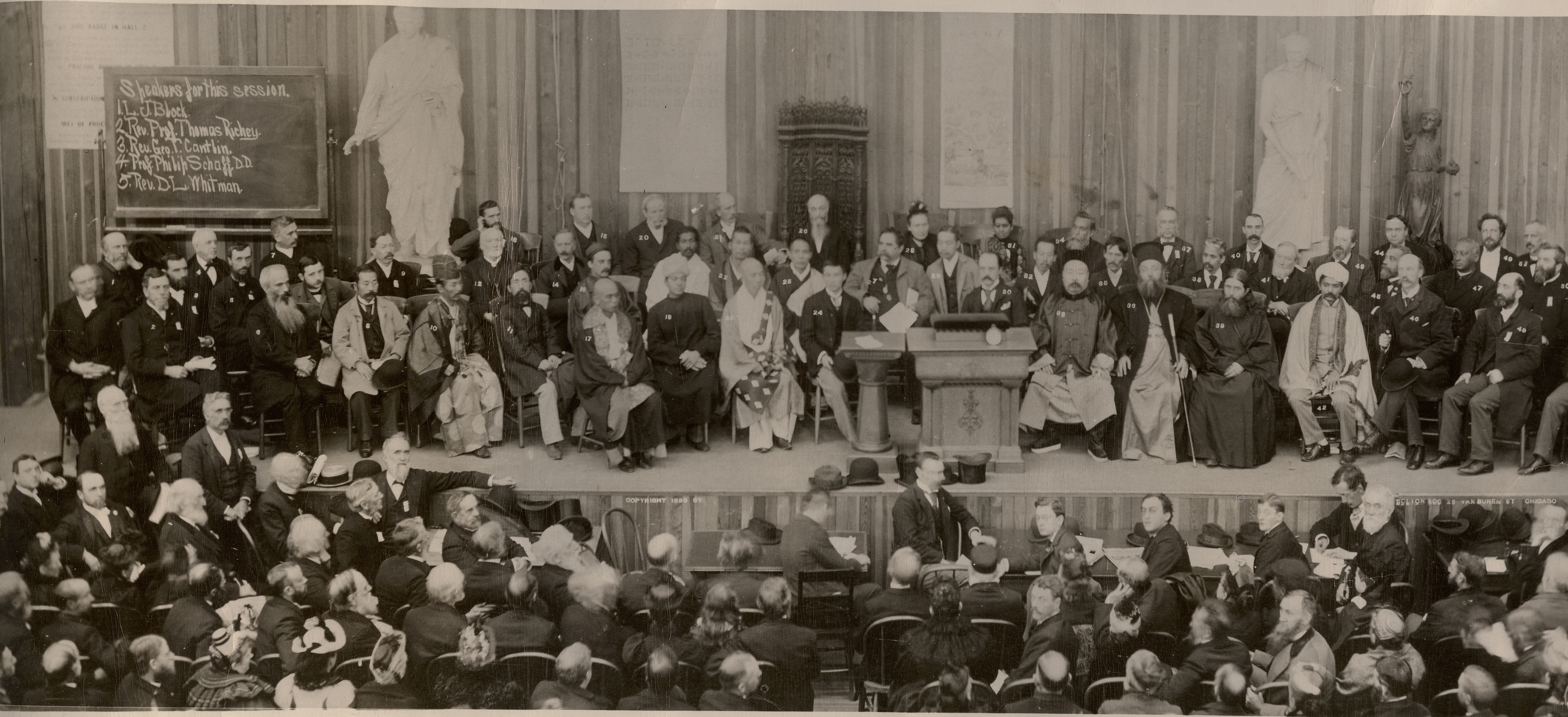
Chicago, 1893

Parlament Religii Świata odnosi się do kilku pojęć.
W 1893 roku w Chicago miał miejsce pierwszy formalny parlament, zgromadzenie reprezentantów religii świata, głównie religii Wschodu i Zachodu. Szczególną uwagę zwróciła elokwencja Swamiego Vivekanandy, który wprowadził myśl hinduską do USA. Dziś uznawany jest on za miejsce narodzin międzyreligijnego dialogu na świecie. Zabrakło na nim m.in. reprezentantów rodzimych, etnicznych wierzeń i filozofii.
Następny parlament miał miejsce w 1993 i został zorganizowany przez Council for a Parliament of the World's Religions (CPWR) po tym, jak mnisi hinduscy upomnieli się o upamiętnienie 1. parlamentu. W czasie obrad parlamentu stworzono księgę A Sourcebook for the Community of Religions, do której treść, w przeciwieństwie do zwykłych książek, wpisywali sami wyznawcy danych wyznań.
Kolejny parlament miał miejsce w 1999 roku w Kapsztadzie, RPA. Parlament ten zdominowany został przez problem epidemii AIDS. Kolejny parlament miał miejsce w Barcelonie w 2004 roku.